# Тур Польщі
Тур Польщі (фр. Tour de Pologne, пол. Wyścig dookoła Polski) — багатоденна професійна шосейна велогонка, що проходить щорічно у серпні на дорогах Польщі.

## Історія
У 1928 році Товариство велосипедистів Варшави та спортивна газета "Przegląd Sportowy" виступили з ініціативою організувати у Польщі велозмагання на зразок Тур де Франс. Перше таке змагання відбулося 7-11 вересня під назвою "Навколо Польщі" (пол. Doucała Polski). У першій велогонці взяли участь 71 спортсмен. Довжина маршруту сягала майже 1500 км. Переможцем став поляк Фелікс Вьонцек з Товариства велосипедистів Бидгоща. 
До початку Другої світової війни у Польщі відбулось ще чотири подібних змагання. Після війни за відновлення велогонки взялась Польська асоціація велоспорту та газета "Czytelnik". Після восьмирічної перерви змагання відновились у 1947 році. Тоді маршрут становив 606 км і був найкоротшим за всю історію цієї велогонки. Переможцем став поляк Станіслав Гжелак.
До 1993 року Тур Польщі не міг досягти високого світового рейтингу через соціалістичний режим в країні та політику «залізної завіси». У 1953 році відбулась найдовша гонка Туру Польщі у 13 етапів та відстаню 2311 км. У 1997 році директором змагань став Чеслав Ланг, олімпійський медаліст 1980 року. Він доклав багато зусиль у підвищенні міжнародного рівня гонки. У 1997 році на конгресі Міжнародного союзу велосипедистів у Сан-Себастьяні Тур Польщі отримав професійну категорію 2,4 і тепер класифікується як "Національна гонка" (перша у своєму роді в країнах Центральної та Східної Європи). 12 жовтня 2001 року тур був підвищений до категорії 2.2.
У 2005 році змагання були включені до елітної серії велогонок UCI World Tour. Завдяки праці Чеслава Ланга за кілька років Тур Польщі зі напіваматорського змагання, відомого лише на посткомуністичному просторі, перетворився на професійні міжнародні елітні велогонки.

## Переможці
| Рік  | Переможець           | Громадянство | К-сть етапів | Відстань  |
| 2017 | Ділан Тойнс          | Бельгія      | 7            | 1122 км   |
| 2016 | Тім Велленс          | Бельгія      | 6            | 996 км    |
| 2015 | Йон Ісахірре         | Іспанія      | 7            | 1076 км   |
| 2014 | Рафал Майка          | Польща       | 7            | 1255 км   |
| 2013 | Пітер Венінг         | Нідерланди   | 7            | 1238 км   |
| 2012 | Морено Мозер         | Італія       | 7            | 1231.6 км |
| 2011 | Петер Саган          | Словаччина   | 7            | 1113.3 км |
| 2010 | Ден Мартін           | Ірландія     | 7            | 1256.5 км |
| 2009 | Алессандро Баллан    | Італія       | 7            | 1158 км   |
| 2008 | Єнс Фойт             | Німеччина    | 7            | 1258.6 км |
| 2007 | Йоган Ванзуммерен    | Бельгія      | 7            | 1224 км   |
| 2006 | Штефан Шумахер       | Німеччина    | 7            | 1226 км   |
| 2005 | Кім Кірхен           | Люксембург   | 8            | 1246 км   |
| 2004 | Ондржей Сосенка      | Чехія        | 8            | 1264 км   |
| 2003 | Цезарій Замана       | Польща       | 8            | 1133 км   |
| 2002 | Лорен Брошар         | Франція      | 8            | 1273 км   |
| 2001 | Ондржей Сосенка      | Чехія        | 8            | 1249 км   |
| 2000 | Пйотр Пжидзял        | Польща       | 7            | 1164 км   |
| 1999 | Томаш Брожина        | Польща       | 7            | 1164 км   |
| 1998 | Сергій Іванов        | Росія        | 8            | 1434 км   |
| 1997 | Рольф Ярманн         | Швейцарія    | 8            | 1499 км   |
| 1996 | Вячеслав Джаванян    | Росія        | 8            | 1346 км   |
| 1995 | Збігнєв Спрух        | Польща       | 7            | 1254 км   |
| 1994 | Мавриціо Фондрієст   | Італія       | 7            | 1110 км   |
| 1993 | Даріуш Барановський  | Польща       | 12           | 1794 км   |
| 1992 | Даріуш Барановський  | Польща       | 8            | 1149 км   |
| 1991 | Даріуш Барановський  | Польща       | 8            | 1222 км   |
| 1990 | Мечислав Карлович    | Польща       | 9            | 1207 км   |
| 1989 | Марек Врона          | Польща       | 8            | 1271 км   |
| 1988 | Анджей Межеєвський   | Польща       | 7            | 1016 км   |
| 1987 | Збігнєв Пьонтек      | Польща       | 8            | 1162 км   |
| 1986 | Марек Кулас          | Польща       | 10           | 1490 км   |
| 1985 | Марек Лесьневський   | Польща       | 10           | 1224 км   |
| 1984 | Анджей Межеєвський   | Польща       | 9            | 1219 км   |
| 1983 | Тадеуш Кравчик       | Польща       | 9            | 1147 км   |
| 1982 | Анджей Межеєвський   | Польща       | 8            | 892 км    |
| 1981 | Ян Бжезний           | Польща       | 9            | 1 195 км  |
| 1980 | Чеслав Ланг          | Польща       | 10           | 1282 км   |
| 1979 | Генрик Харуцький     | Польща       | 9            | 1335 км   |
| 1978 | Ян Бжезний           | Польща       | 11           | 1415 км   |
| 1977 | Лехослав Міхалак     | Польща       | 10           | 1460 км   |
| 1976 | Януш Ковальський     | Польща       | 10           | 1499 км   |
| 1975 | Тадеуш Митнік        | Польща       | 10           | 1440 км   |
| 1974 | Андре Делкроа        | Бельгія      | 11           | 1593 км   |
| 1973 | Луцьян Ліс           | Польща       | 12           | 1512 км   |
| 1972 | Хосе В'єхо           | Іспанія      | 10           | 1194 км   |
| 1971 | Станіслав Шозда      | Польща       | 12           | 1291 км   |
| 1970 | Ян Стахура           | Польща       | 12           | 1611 км   |
| 1969 | Войцех Матусяк       | Польща       | 13           | 1795 км   |
| 1968 | Ян Кудра             | Польща       | 12           | 1757 км   |
| 1967 | Анджей Блавдзін      | Польща       | 11           | 1682 км   |
| 1966 | Юзеф Гавлічек        | Польща       | 10           | 1272 км   |
| 1965 | Юзеф Бекер           | Польща       | 9            | 1318 км   |
| 1964 | Раймунд Зелінський   | Польща       | 10           | 1394 км   |
| 1963 | Станіслав Газда      | Польща       | 8            | 1482 км   |
| 1962 | Ян Кудра             | Польща       | 8            | 1278 км   |
| 1961 | Генрик Ковальський   | Польща       | 8            | 1329 км   |
| 1960 | Роже Діркен          | Бельгія      | 8            | 1336 км   |
| 1959 | Веслав Подобас       | Польща       | 11           | 1621 км   |
| 1958 | Богуслав Форнальчик  | Польща       | 11           | 2038 км   |
| 1957 | Генрик Ковальський   | Польща       | 11           | 1968 км   |
| 1956 | Мар'ян Вєнцковський  | Польща       | 8            | 1221 км   |
| 1955 | Мар'ян Вєнцковський  | Польща       | 10           | 1563 км   |
| 1954 | Мар'ян Вєнцковський  | Польща       | 12           | 1925 км   |
| 1953 | Мечислав Вілчевський | Польща       | 13           | 2311 км   |
| 1952 | Вацлав Войцик        | Польща       | 11           | 1959 км   |
| 1949 | Франческо Локателлі  | Італія       | 12           | 1994 км   |
| 1948 | Вацлав Войцик        | Польща       | 11           | 1963 км   |
| 1947 | Станіслав Гжелак     | Польща       | 4            | 606 км    |
| 1939 | Болеслав Наперала    | Польща       | 8            | 1291 км   |
| 1937 | Болеслав Наперала    | Польща       | 9            | 1336 км   |
| 1933 | Єржі Липиньський     | Польща       | 9            | 1721 км   |
| 1929 | Юзеф Стефаньський    | Польща       | 12           | 2250 км   |
| 1928 | Фелікс Вьонцек       | Польща       | 8            | 1491 км   |